# Harmalia
Harmalia är ett släkte av insekter. Harmalia ingår i familjen sporrstritar.
Kladogram enligt Catalogue of Life:
| Harmalia | \| \| Harmalia anacharsis \| \| \| \| \| \| Harmalia thoracica \| \| \| \| |
|          | \| \| Harmalia anacharsis \| \| \| \| \| \| Harmalia thoracica \| \| \| \| |
|          | Harmalia anacharsis                                                        |
|          |                                                                            |
|          | Harmalia thoracica                                                         |
|          |                                                                            |